# Cyclodorippoidea
Super-famille
Les Cyclodorippoidea sont une super-famille de crabes. Elle comprend quatre familles, dont une fossile (Torynommatidae).

## Liste des familles
Selon World Register of Marine Species (4 juillet 2016) :
- famille Cyclodorippidae Ortmann, 1892
- famille Cymonomidae Bouvier, 1898
- famille Phyllotymolinidae Tavares, 1998

## Publication originale
- (de) Ortmann, 1892 : Die Decapoden-Krebse des Strassburger Museums, mit besonderer Berücksichtigung der von Herrn Dr. Döderlein bei Japan und bei den Liu-Kiu-Inseln gesammelten und zur Zeit im Strassburger Museum aufbewahrten Formen. V Theil. Die Abtheilungen Hippidea, Dromiidea und Oxystomata. Zoologische Jahrbücher. Abteilung für Systematik, Geographie und Biologie der Thiere, vol. 6, p. 532–588.

## Sources
- (en) Ng, Guinot & Davie, 2008 : Systema Brachyurorum: Part I. An annotated checklist of extant brachyuran crabs of the world. Raffles Bulletin of Zoology Supplement, n. 17, p. 1–286.
- (en) De Grave & al., 2009 : A Classification of Living and Fossil Genera of Decapod Crustaceans. Raffles Bulletin of Zoology Supplement, n. 21, p. 1-109.